# Šerm na Letních olympijských hrách 2016
Šerm na Letních olympijských hrách 2016 v Riu de Janeiro se konal od 6. srpna do 14. srpna.

## Výsledky disciplín

### Muži
| Kategorie            | Zlato                                                                                     | Stříbro                                                                                  | Bronz |
| -------------------- | ----------------------------------------------------------------------------------------- | ---------------------------------------------------------------------------------------- | --- |
| Fleret - jednotlivci | Daniele Garozzo · Itálie (ITA)                                                            | Alexander Massialas · Spojené státy americké (USA)                                       | Timur Safin · Rusko (RUS)                                                                                  |
| Kord - jednotlivci   | Pak Sang-jong · Jižní Korea (KOR)                                                         | Géza Imre · Maďarsko (HUN)                                                               | Gauthier Grumier · Francie (FRA)                                                                           |
| Šavle - jednotlivci  | Áron Szilágyi · Maďarsko (HUN)                                                            | Daryl Homer · Spojené státy americké (USA)                                               | Kim Čong-hwan · Jižní Korea (KOR)                                                                          |
| Fleret - družstvo    | Rusko (RUS) · Timur Safin · Artur Achmatchuzin · Alexej Čeremisinov · Dmitrij Žerebčenko* | Francie (FRA) · Jérémy Cadot · Enzo Lefort · Erwann Le Péchoux · Jean-Paul Tony Helissey | Spojené státy americké (USA) · Miles Chamley-Watson · Race Imboden · Alexander Massialas · Gerek Meinhardt |
| Kord - družstvo      | Francie (FRA) · Gauthier Grumier · Yannick Borel · Daniel Jérent · Jean-Michel Lucenay    | Itálie (ITA) · Enrico Garozzo · Marco Fichera · Paolo Pizzo · Andrea Santarelli          | Maďarsko (HUN) · Gábor Boczkó · Géza Imre · András Rédli · Péter Somfai                                    |

### Ženy
| Kategorie              | Zlato                                                                                        | Stříbro                                                                                  | Bronz |
| ---------------------- | -------------------------------------------------------------------------------------------- | ---------------------------------------------------------------------------------------- | --- |
| Fleret - jednotlivkyně | Inna Deriglazovová · Rusko (RUS)                                                             | Elisa Di Franciscaová · Itálie (ITA)                                                     | Inès Búbakríová · Tunisko (TUN)                                                                              |
| Kord - jednotlivkyně   | Emese Szászová · Maďarsko (HUN)                                                              | Rossella Fiamingová · Itálie (ITA)                                                       | Sun I-wen · Čína (CHN)                                                                                       |
| Šavle - jednotlivkyně  | Jana Jegorjanová · Rusko (RUS)                                                               | Sofja Veliká · Rusko (RUS)                                                               | Olha Charlanová · Ukrajina (UKR)                                                                             |
| Kord - družstvo        | Rumunsko (ROU) · Loredana Dinuová · Simona Ghermanová · Simona Popová · Ana Maria Popescuová | Čína (CHN) · Hao Jialu · Sun I-wen · Sun Jü-ťie · Sü An-čchi                             | Rusko (RUS) · Olga Kočněva · Violetta Kolobovová · Taťjana Logunovová · Ljubov Šutovová                      |
| Šavle - družstvo       | Rusko (RUS) · Sofja Veliká · Jana Jegorjanová · Jekatěrina Ďjačenková · Julija Gavrilovová   | Ukrajina (UKR) · Olha Charlanová · Olena Kravacká · Alina Komaščuková · Olena Voroninová | Spojené státy americké (USA) · Monica Aksamit · Ibtihaj Muhammadová · Dagmara Wozniaková · Mariel Zagunisová |

## Přehled medailí
| Pořadí | Země                   | Zlato | Stříbro | Bronz | Celkově |
| ------ | ---------------------- | ----- | ------- | ----- | ------- |
| 1      | Rusko                  | 4     | 1       | 2     | 7       |
| 2      | Maďarsko               | 2     | 1       | 1     | 4       |
| 3      | Itálie                 | 1     | 3       | 0     | 4       |
| 4      | Francie                | 1     | 1       | 1     | 3       |
| 5      | Jižní Korea            | 1     | 0       | 1     | 2       |
| 6      | Rumunsko               | 1     | 0       | 0     | 1       |
| 7      | Spojené státy americké | 0     | 2       | 2     | 4       |
| 8      | Čína                   | 0     | 1       | 1     | 2       |
| 8      | Ukrajina               | 0     | 1       | 1     | 2       |
| 10     | Tunisko                | 0     | 0       | 1     | 1       |
| celkem | celkem                 | 10    | 10      | 10    | 30      |